# Kunstgraben

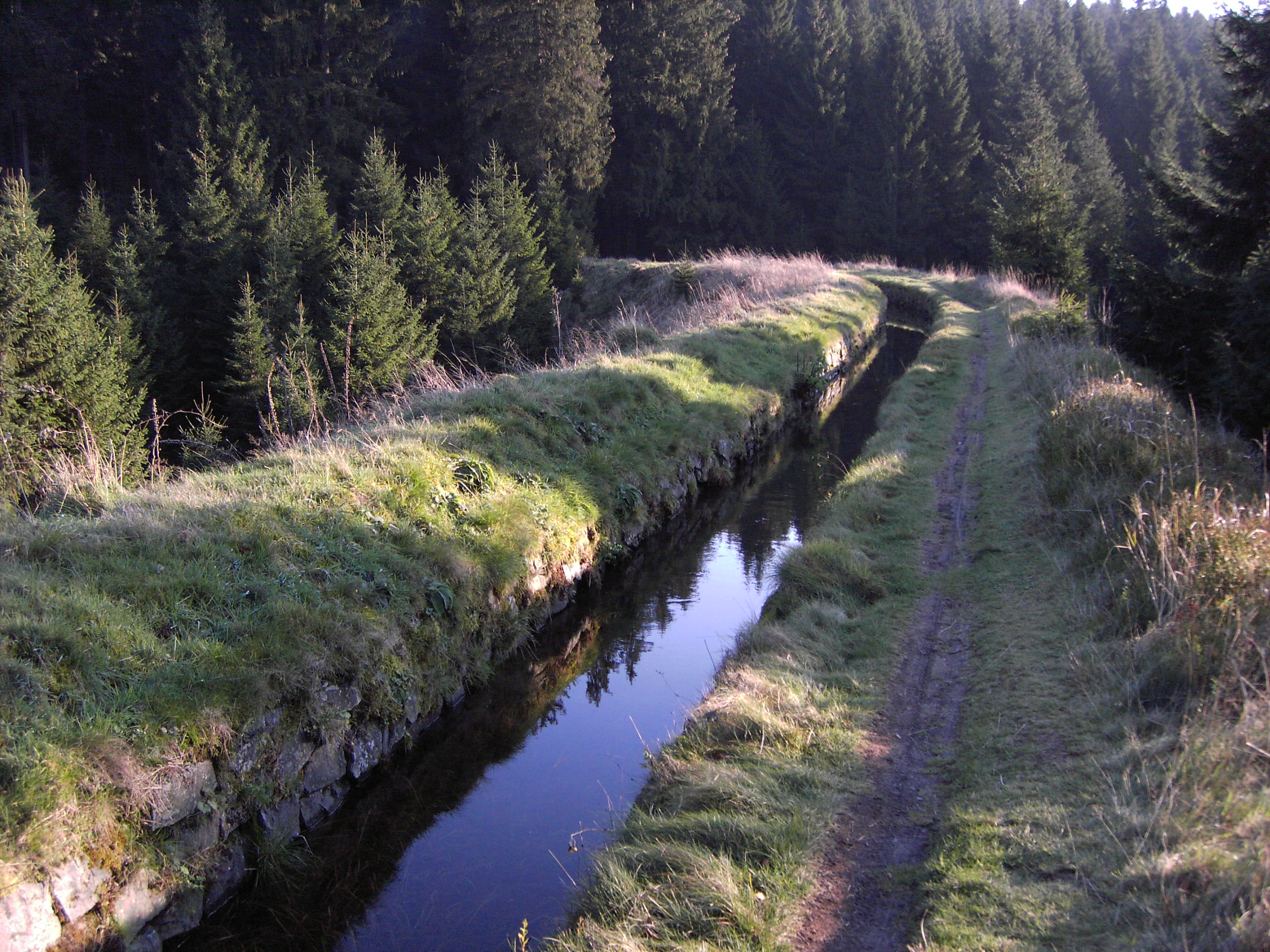
Hutthaler Graben am Aquädukt Unterer Hutthaler Teichdamm

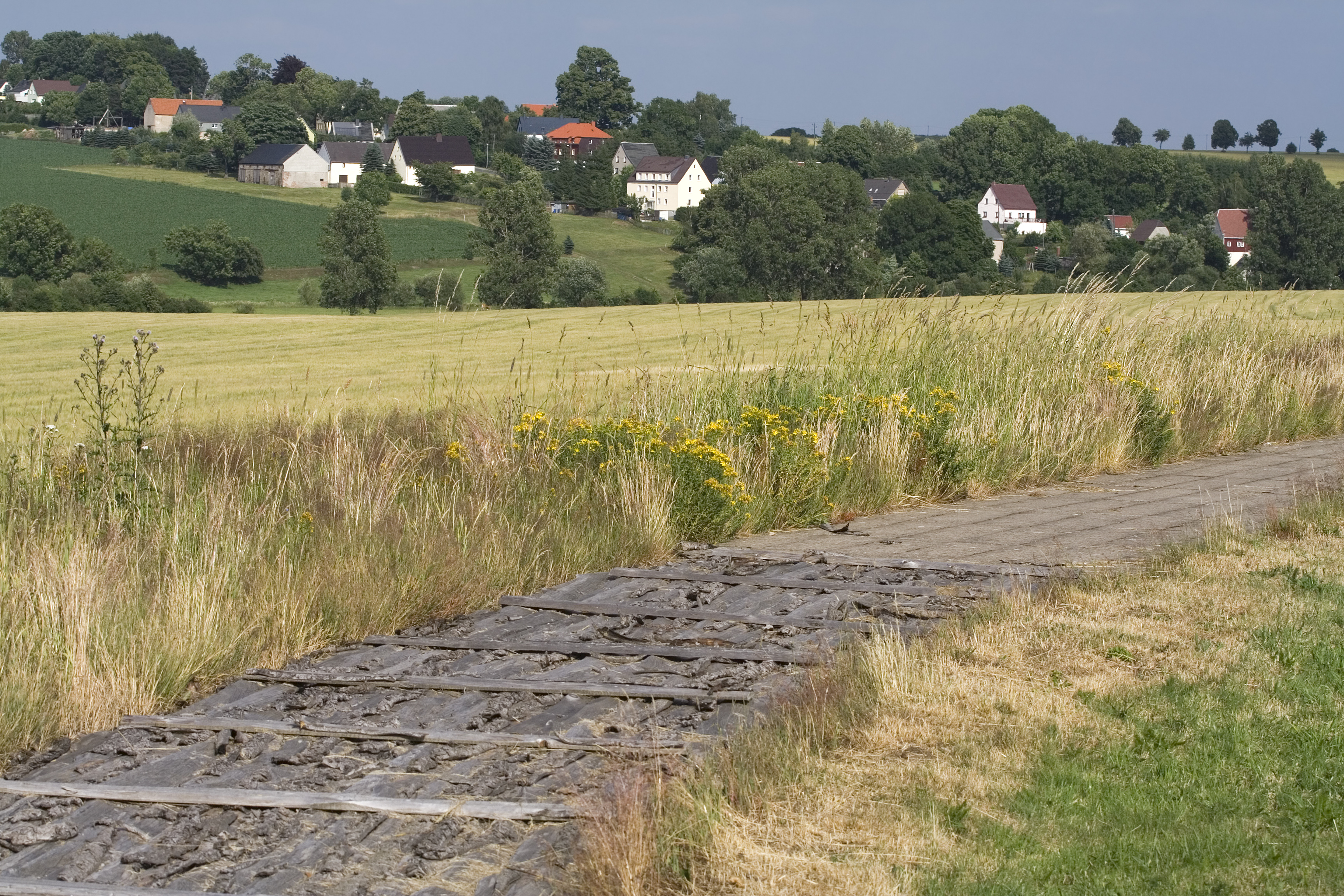
Abgedeckter Abschnitt des Hohbirker Kunstgrabens bei Brand-Erbisdorf

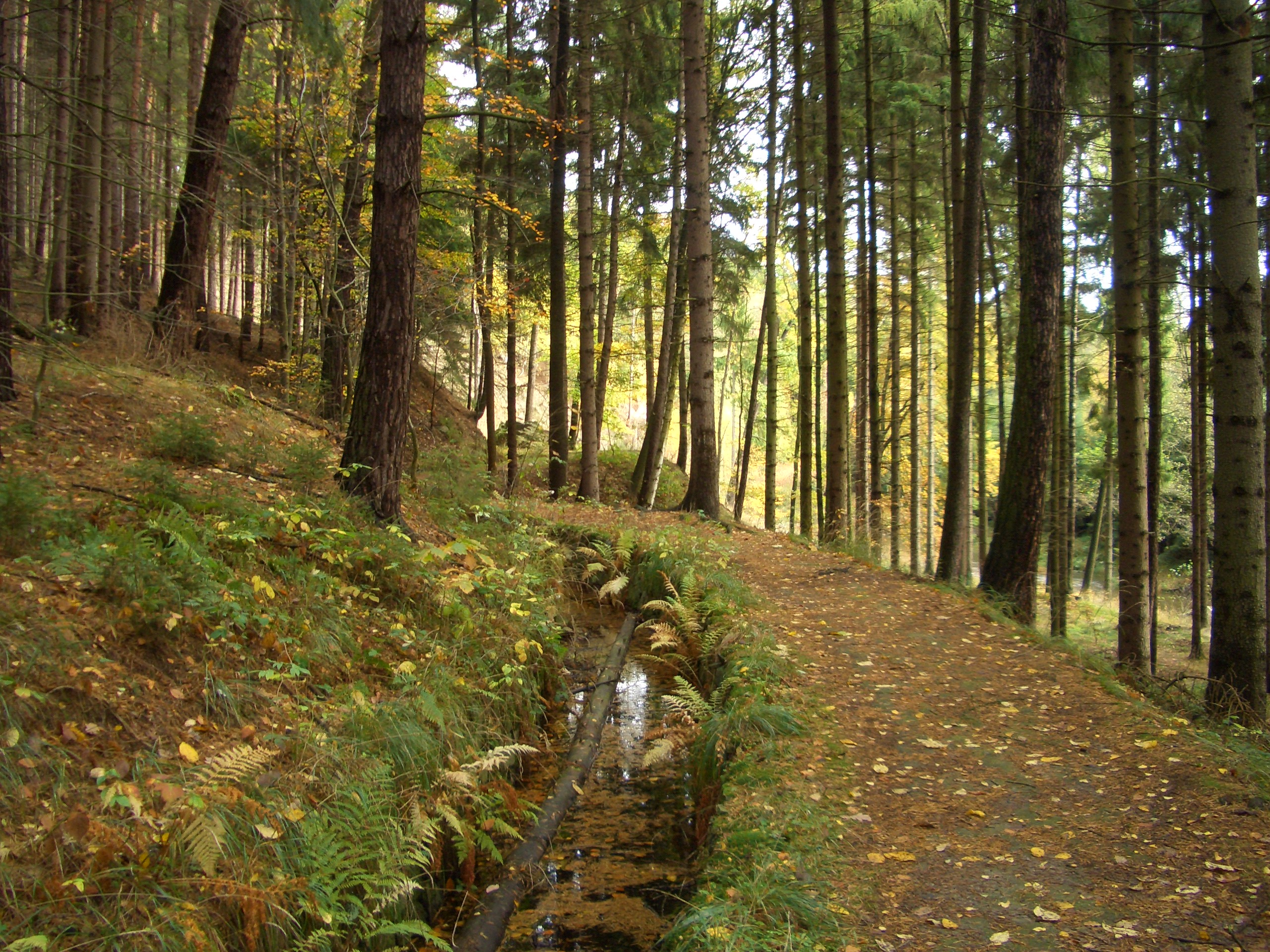
Die Grabentour, Kunstgraben zur Versorgung des IV. und V. Lichtloches des Rothschönberger Stollns

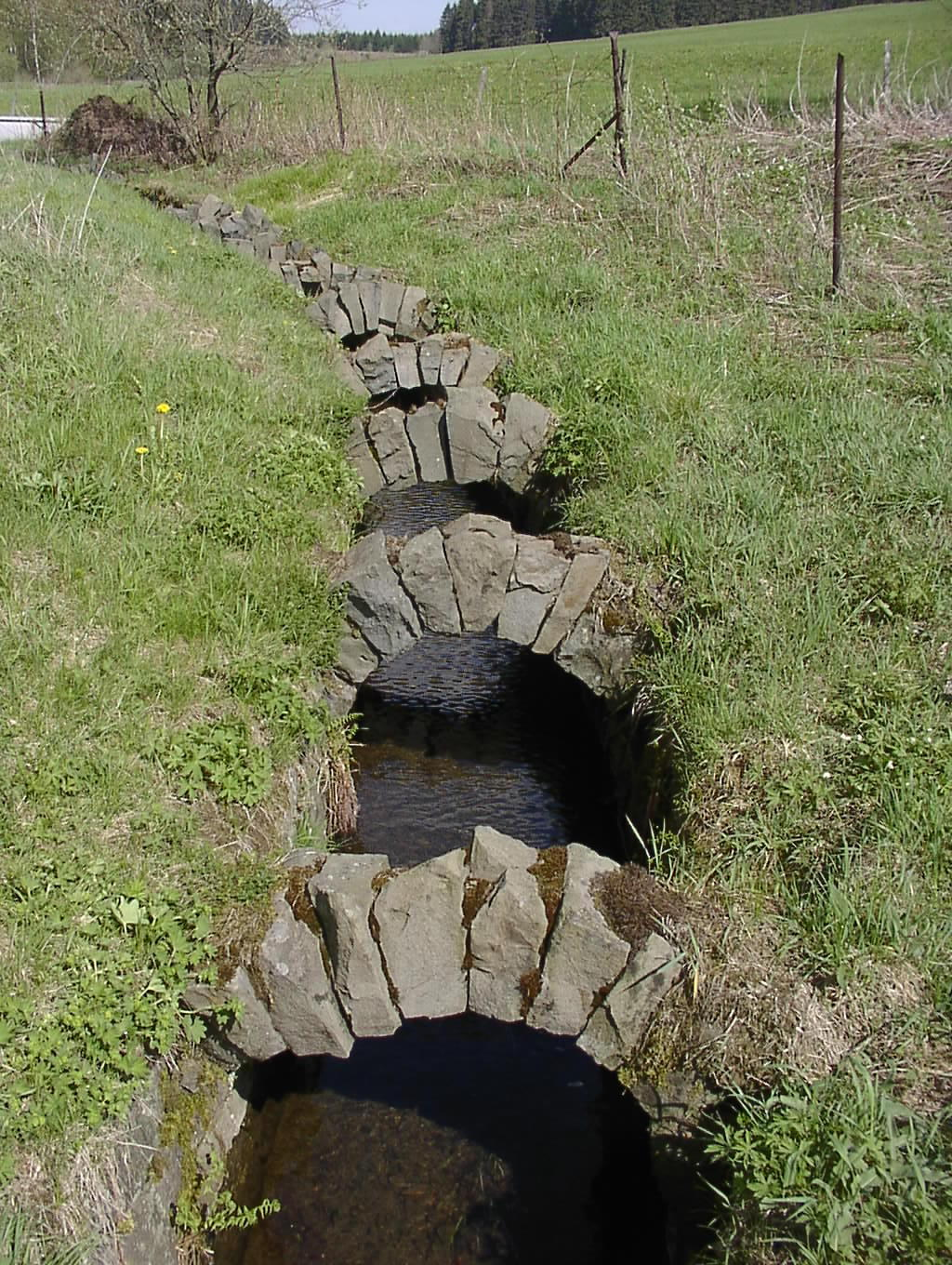
Gewölbebögen über dem Zellerfelder Kunstgraben

Als Kunstgraben werden Wassergräben bezeichnet, über die Bergwerke mit Wasser zum Antrieb von Wasserrädern versorgt wurden.

## Hintergrund
Bis zur Erfindung der Dampfmaschine war die Wasserkraft die Hauptantriebsenergie für die unterschiedlichen Antriebsmaschinen im Bergbau, wie z. B. Kunsträder, Kehrräder, Wassersäulenmaschinen oder Turbinen.
Zur Lösung der in immer größere Teufen vorgetriebenen Grubenbaue wurden auch stärkere Kräfte benötigt. Die im Umfeld der Gruben verfügbaren Wässer reichten dafür nicht aus. Vielfach kam es zum Versiegen von Quellen durch Zäpfung in den Grubenbauen. Dadurch musste das benötigte Wasser teilweise über weite Strecken herangeführt werden.

## Anlage
Ziel war es, am Standort der Wasserkraftmaschine einen möglichst großen Höhenunterschied zum tieferen Ablauf zu erhalten. Diese Differenz heißt Aufschlaghöhe. Dazu wurden die Kunstgräben mit einem sehr geringen Gefälle angelegt, so dass sie im Gelände scheinbar Höhenlinien darstellen. Sie folgen dadurch den Windungen der Täler. Zur Überwindung natürlicher Hindernisse wurden die Kunstgräben häufig durch Röschen geführt, seltener auch über Aquädukte; die bekanntesten Kunstgrabenaquädukte waren die Altväterbrücke bei Halsbrücke und der Sperberhaier Damm im Harz.
Typischerweise beginnt ein Kunstgraben an einem Wehr oder Wasserteiler und führt über Röschen und zur Wasserspeicherung angelegte Kunstteiche bis zur Grube. Zur Wasserkraftmaschine führt in der Regel eine Aufschlag- und eine Abzugsrösche. Parallel zum Kunstgraben wurde ein Pfad angelegt, der dem Grabensteiger als Befahrungsweg diente, wenn er zum Wehr fuhr, um die Schützen zu ziehen. Diese Pfade werden, soweit sie noch erhalten sind, häufig als Wanderwege genutzt.
Vielfach wurden die Kunstgräben mit Schwarten abgedeckt. Dies diente einerseits der Reinhaltung der Gräben und Schutz vor Verwuchs, andererseits dem Schutz der Gräben vor Zerstörung durch Vieh. Weiterhin schützten sich die Betreiber der Gräben dadurch auch vor Schadenersatzforderungen benachbarter Grundbesitzer, die die Anlegung der Kunstgräben gegen Entschädigung wegen des Ertrags- und Flächenverlustes zu dulden hatten, und häufig Ansprüche wegen angeblich ertrunkenem Vieh oder Wild stellten.

## Bekannte Beispiele
- Aschergraben
- Dammgraben
- Grabentour bei Freiberg
- Grüner Graben bei Eibenstock
- Grüner Graben bei Pobershau
- Hauptkunstgraben beim Filzteich bei Schneeberg (Erzgebirge)
- Oberharzer Gräben
- Oberharzer Wasserläufe
- Plattner Kunstgraben
- Reitzenhainer Zeuggraben
- Roter Graben
- Zellerfelder Kunstgraben
- Silberhütter Kunstgraben